# 土橋啓二
土橋 啓二（どばし けいじ、1921年12月13日 - 1983年10月25日）は、日本の作曲家、指揮者。

## 人物
1978年度日本ハーモニカ大賞受賞者の鶴田亘弘は弟子。

## 主な作品
歌謡曲
- 「石松金毘羅道中」作詞：秩父重剛、歌：楠トシエ※第12回NHK紅白歌合戦歌唱楽曲
- 「竜馬がゆく」作詞：赤城慧、歌：村田英雄 ※第19回NHK紅白歌合戦歌唱楽曲
- 「彼奴ばかりがなぜもてる」作詞：名和青朗、歌：渥美清
- 「恋すれど恋すれど物語」作詞：名和青朗、歌：渥美清

映画
- 「囁く死美人」監督：村山三男、主演：川崎敬三
- 「黒の札束」（黒シリーズ）監督：村山三男、主演：川崎敬三
- 「色ぼけ欲ぼけ物語」監督：堀内真直、主演：伴淳三郎
- 「喧嘩犬」（犬シリーズ）監督：村山三男、主演：田宮二郎

テレビ
- 「私は貝になりたい」
- 「お笑い三人組」作詞：名和青朗、歌：三遊亭金馬・一龍齋貞鳳・江戸家猫八。
- 「真珠夫人」作詞：たかたかし、歌：光本幸子
- 「金語楼劇場 守衛さんの巻」 [2]
- 「学園まえ」

CM
- 「渡辺のジュースの素」（渡辺製菓）作詞：井崎博之、歌：榎本健一
- 「ミンミンミゼットの歌」（ダイハツ・ミゼット）作詞：名和青朗、歌：楠トシエ

その他
- 立教大学
  - 第1応援歌「行け立教健児」作詞：小藤武門[3]
  - 第4応援歌「栄光立教（栄えあれ若人）」作詞：草壁哲雄
- 「世田谷区立松原小学校校歌」作詞：小橋一雄

## 書籍
- 「小・中学生のためのハーモニカの学び方」タジマ楽譜出版社、1949年